# Мехмет Краја
Мехмет Краја (алб. Mehmet Kraja; Коштањица, 27. јун 1952) албански је књижевник, књижевни критичар и новинар из Црне Горе. Председник је Академије наука и уметности Косова.
Дипломирао је албански језик и књижевност на Универзитету у Приштини. Између 1992. и 1999. живео је у Тирани као представник међународно непризнате Владе Републике Косово и као уредник листа Rilindja. Написао је дванаест романа, четири збирке приповедака, десет позоришних комада и пет публицистичких дела.